# 2002. február 26-i konzisztórium
A 2003. március 7-i konzisztóriumot II. János Pál pápa hívta össze. Ezen a konzisztóriumon 9 boldog szenttéavatási határozatát hirdette ki.

## Szenttéavatási határozatok
- Josemaría Escrivá de Balaguer pap és rendalapító
- Alonso de Orozco a Szent Ágoston-rend papja
- Ignazio da Santhiá (Lorenzo Maurizio Belvisotti) kapucinus szerzetespap
- Pio da Pietrelcina (Francesco Forgione) kapucinus szerzetespap
- Pedro de San José de Betancur szerzetes és rendalapító
- Umile da Bisignano (Luca Antonio Pirozzo) ferences szerzetes
- Paulina do Coração Agonizante de Jesus (Amabile Visintainer) szűz és rendalapító
- Benedetta Cambiagio Frassinello szerzetesnő és rendalapító
- Juan Diego Cuatlatoatzin laikus

A konzisztórium során a pápa elrendelte, hogy a kilenc új szent 2002. május 19-én, 2002. június 16-án, 2002. július 30-án és 2002. október 6-án kerüljön fel a szentek névsorába.